# Bugatti Type 32
Pour les articles homonymes, voir Type 32, Bugatti (homonymie) et Tank.
La Bugatti Type 32 ou Bugatti Type 32 Tank est une voiture de compétition automobile de 1923 du constructeur automobile Bugatti, carrossée par une carrosserie de course Tank (Bugatti).

## Historique
Conçue spécialement pour le Grand Prix automobile de France 1923 de Tours, cette voiture originale d'Ettore Bugatti, se voulait simple et rapide à construire.

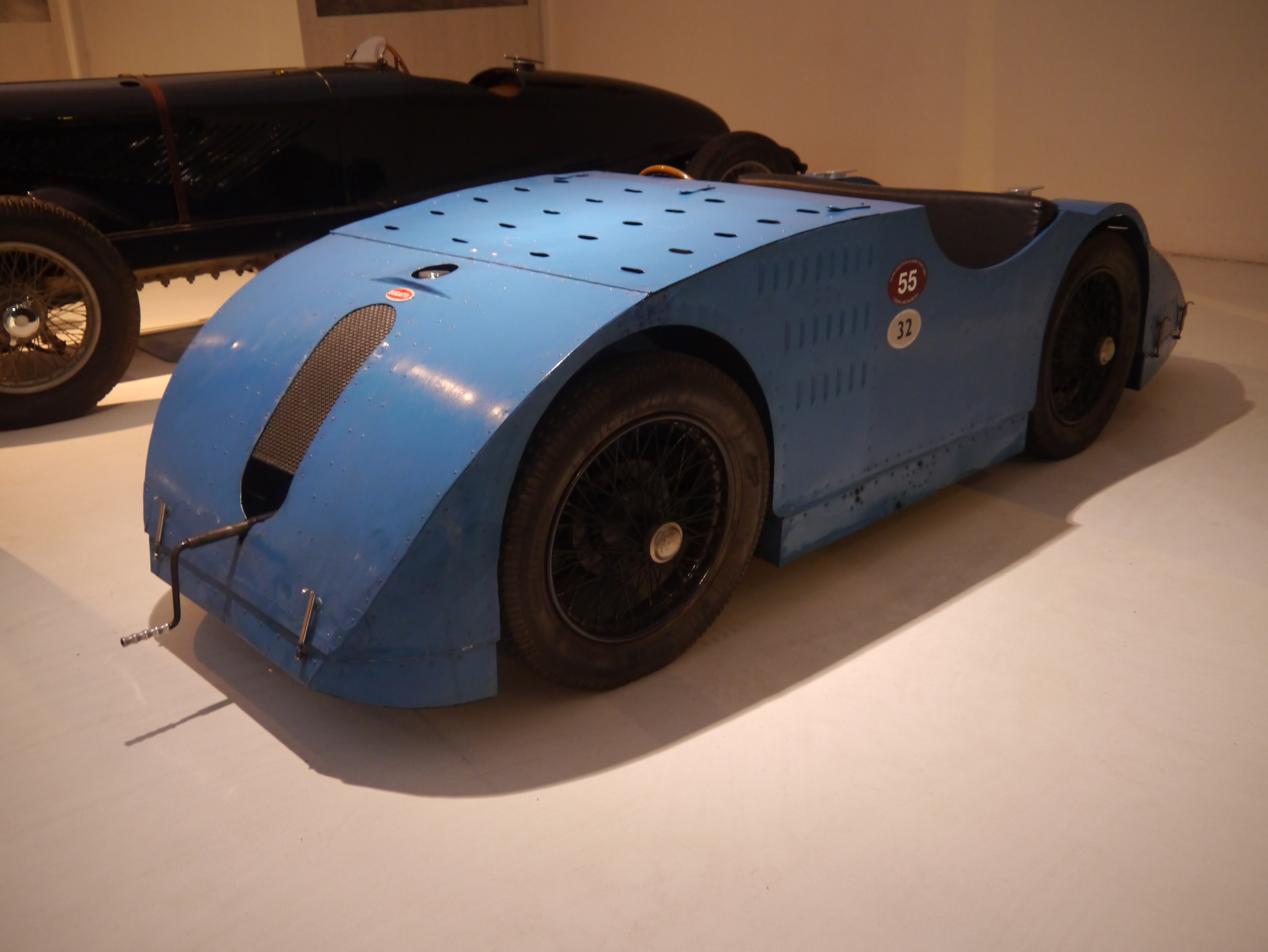
Cité de l'automobile de Mulhouse
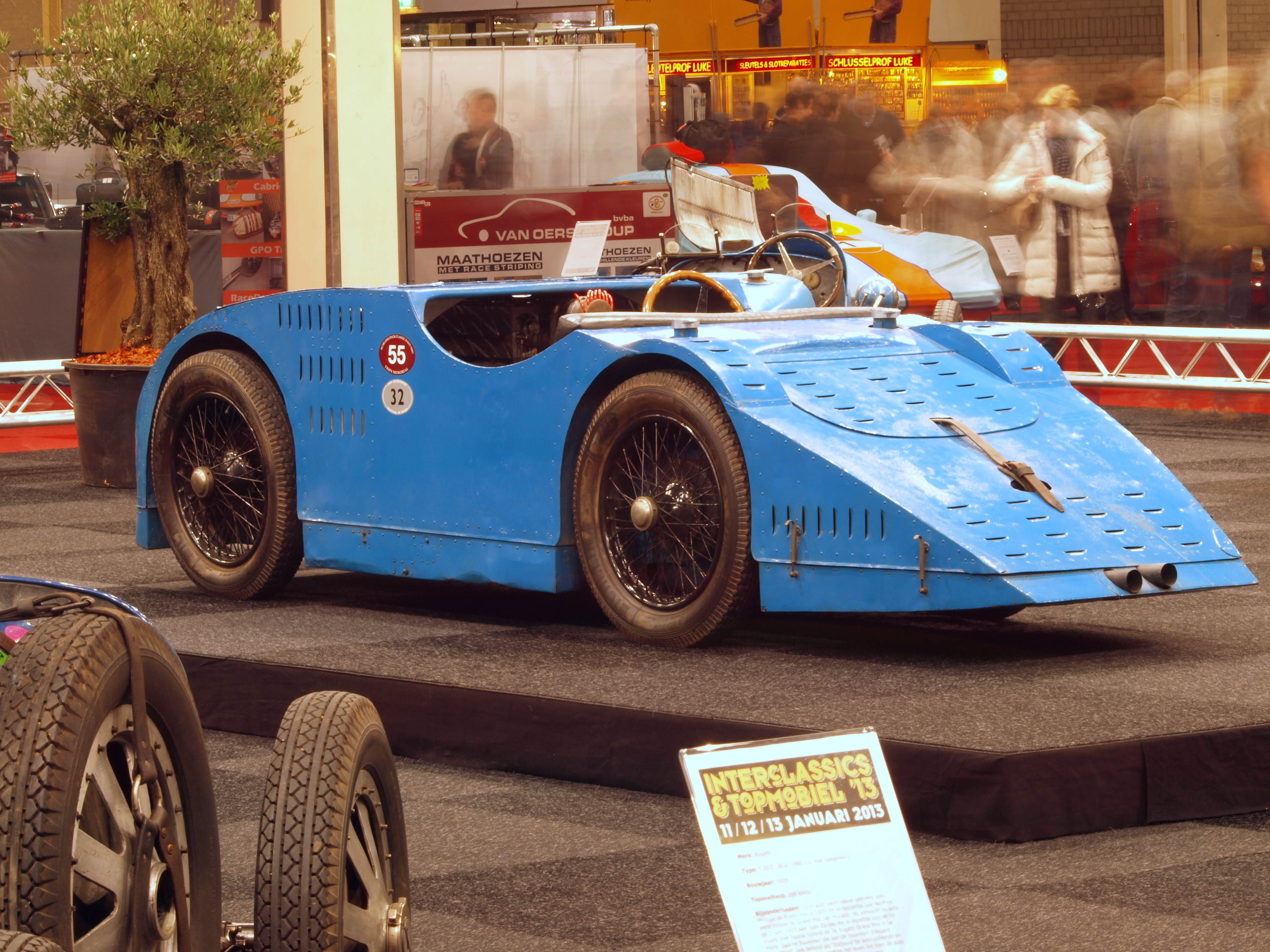
Maastricht aux Pays-Bas
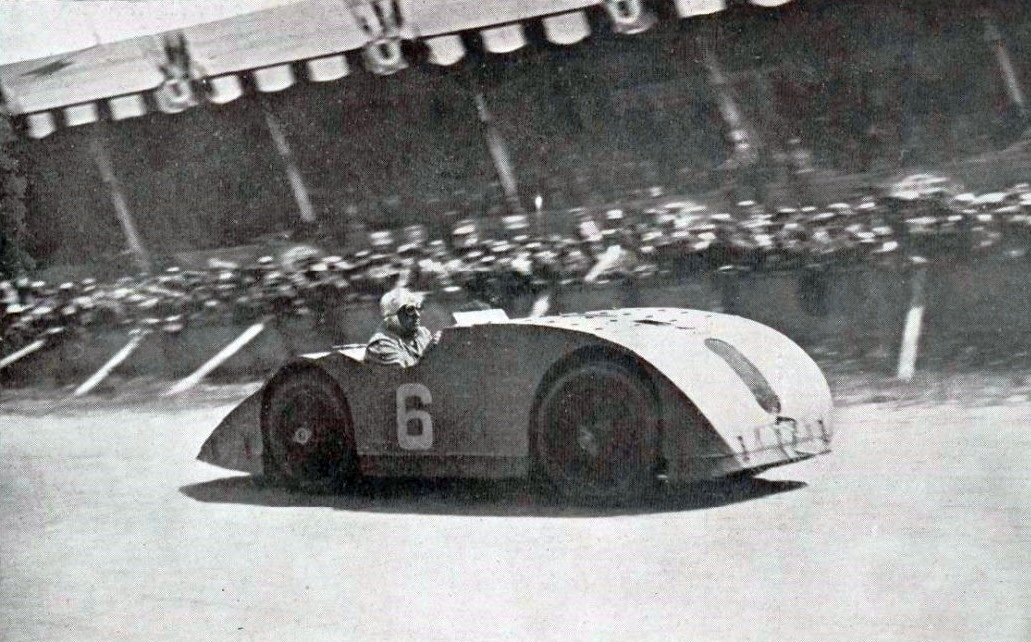
Ernest Friderich au Grand Prix automobile de France 1923

De petite taille, avec un empattement de 1,994 m comme la Type 13, un premier prototype à carrosserie aluminium aérodynamique fut construit en six mois autour du moteur de 1 991 cm3 à 8 cylindres en ligne des Bugatti Type 30, poussé à 90 ch pour la compétition, pour environ 650 kg, avec arbre à cames en-tête sur 9 paliers, course de 80 mm, et 3 soupapes par cylindre. Compte tenu de la longueur du moteur utilisé, la boîte de vitesses à 3 rapports a due être placée juste contre l'essieu arrière.
4 exemplaires sont construits pour le Grand Prix de 1923, dont le pilote Ernest Friderich remporte la 3e place au volant de la no 6.